# Neobisium torrei
Neobisium torrei är en spindeldjursart som först beskrevs av Simon 1881.  Neobisium torrei ingår i släktet Neobisium och familjen helplåtklokrypare. Inga underarter finns listade i Catalogue of Life.